# San Francisco La Unión
San Francisco La Unión («San Francisco»: en honor a su santo patrono Francisco de Asís) es un municipio al norte del departamento de Quetzaltenango, localizado a 18 km de la ciudad de Quetzaltenango y a 213 km de la Ciudad de Guatemala en la región sur-occidente de la República de Guatemala.
El poblado fue fundado el 11 de febrero de 1880, formando parte del departamento de Quetzaltenango. El 19 de mayo del mismo año fue elevado de categoría a municipio.

## Demografía
Tiene aproximadamente 9665 habitantes según proyecciones al año 2022, basados en el censo de 2018, el cual reportó 9035 habitantes, con una densidad aproximada de 282 habitantes por kilómetro cuadrado. 

## División política
Cuenta con un total de una Aldea y Cinco Cantones: Tzanjuyup, Chuistancia, Paxán, Palá, El Centro y la
aldea Xeaj.
| Categoría | Tipo                                                 |
| --------- | ---------------------------------------------------- |
| Aldea     | - Xeaj                                               |
| Cantones  | - El Centro - Palá - Paxán - Chuistancia - Tzanjuyup |

## Geografía física
Tiene una extensión territorial de 32 km² y es uno de los más pequeños del departamento de Quetzaltenango.

### Clima
La cabecera municipal, la cual tiene clima frío

(Clasificación de Köppen: Am):
| Parámetros climáticos promedio de San Francisco La Unión | Parámetros climáticos promedio de San Francisco La Unión | Parámetros climáticos promedio de San Francisco La Unión | Parámetros climáticos promedio de San Francisco La Unión | Parámetros climáticos promedio de San Francisco La Unión | Parámetros climáticos promedio de San Francisco La Unión | Parámetros climáticos promedio de San Francisco La Unión | Parámetros climáticos promedio de San Francisco La Unión | Parámetros climáticos promedio de San Francisco La Unión | Parámetros climáticos promedio de San Francisco La Unión | Parámetros climáticos promedio de San Francisco La Unión | Parámetros climáticos promedio de San Francisco La Unión | Parámetros climáticos promedio de San Francisco La Unión | Parámetros climáticos promedio de San Francisco La Unión |
| Mes                                                      | Ene.                                                     | Feb.                                                     | Mar.                                                     | Abr.                                                     | May.                                                     | Jun.                                                     | Jul.                                                     | Ago.                                                     | Sep.                                                     | Oct.                                                     | Nov.                                                     | Dic.                                                     | Anual                                                    |
| -------------------------------------------------------- | -------------------------------------------------------- | -------------------------------------------------------- | -------------------------------------------------------- | -------------------------------------------------------- | -------------------------------------------------------- | -------------------------------------------------------- | -------------------------------------------------------- | -------------------------------------------------------- | -------------------------------------------------------- | -------------------------------------------------------- | -------------------------------------------------------- | -------------------------------------------------------- | -------------------------------------------------------- |
| Temp. máx. media (°C)                                    | 20                                                       | 18                                                       | 32.8                                                     | 20                                                       | 32.2                                                     | 30.7                                                     | 18                                                       | 18                                                       | 31.3                                                     | 30.7                                                     | 30.9                                                     | 20                                                       | 22                                                       |
| Temp. media (°C)                                         | 24.8                                                     | 25.0                                                     | 26.1                                                     | 20                                                       | 26.6                                                     | 25.7                                                     | 26.1                                                     | 14                                                       | 26.2                                                     | 25.6                                                     | 25.4                                                     | 20                                                       | 23.8                                                     |
| Temp. mín. media (°C)                                    | 3                                                        | 5                                                        | 19.5                                                     | 20                                                       | 21.1                                                     | 20.7                                                     | 15                                                       | 14                                                       | 21.1                                                     | 20.5                                                     | 20.0                                                     | 1                                                        | -2                                                       |
| Precipitación total (mm)                                 | 15                                                       | 21                                                       | 63                                                       | 182                                                      | 394                                                      | 628                                                      | 491                                                      | 578                                                      | 675                                                      | 610                                                      | 141                                                      | 35                                                       | 3833                                                     |
| Fuente: Climate-Data.org                                 |                                                          |                                                          |                                                          |                                                          |                                                          |                                                          |                                                          |                                                          |                                                          |                                                          |                                                          |                                                          |                                                          |

### Ubicación geográfica
San Francisco La Unión está a una distancia de 22 km de la cabecera departamental Quetzaltenango, y se encuentra entre los límites del departamento de Quetzaltenango y el departamento de Totonicapán.  Sus colindancias son:
- Norte: San Carlos Sija y Sibilia (Quetzaltenango), municipios del departamento de Quetzaltenango
- Sur: San Mateo, La Esperanza y Olintepeque, municipios de Quetzaltenango
- Este: San Francisco El Alto y San Cristóbal Totonicapán, municipios del departamento de Totonicapán
- Oeste: San Carlos Sija, Sibilia (Quetzaltenango) y San Mateo, municipios de Quetzaltenango[6]

|                                                           | Norte: San Carlos Sija Sibilia (Quetzaltenango) |                                                       |
| Oeste: San Carlos Sija Sibilia (Quetzaltenango) San Mateo |                                                 | Este: San Francisco El Alto San Cristóbal Totonicapán |
|                                                           | Sur: San Mateo La Esperanza Olintepeque         |                                                       |

## Gobierno municipal
Los municipios se encuentran regulados en diversas leyes de la República, que establecen su forma de organización, lo relativo a la conformación de sus órganos administrativos y los tributos destinados para los mismos.  Aunque se trata de entidades autónomas, se encuentran sujetos a la legislación nacional y las principales leyes que los rigen desde 1985 son:
| N.º | Ley                                                | Descripción |
| --- | -------------------------------------------------- | --- |
| 1   | Constitución Política de la República de Guatemala | Tiene una regulación legal específica para los municipios en los artículos 253 al 262. |
| 2   | Ley Electoral y de Partidos Políticos              | Ley de carácter constitucional aplicable a los municipios en el tema de la conformación de sus autoridades electas. |
| 3   | Código Municipal                                   | Decreto 12-2002 del Congreso de la República de Guatemala. Tiene la categoría de ley ordinaria y contiene preceptos generales aplicables a todos los municipios, e inclusive contiene legislación referente a la creación de los municipios.             |
| 4   | Ley de Servicio Municipal                          | Decreto 1-87 del Congreso de la República de Guatemala. Regula las relaciones entra la municipalidad y los servidores públicos en materia laboral. Tiene su base constitucional en el artículo 262 de la constitución que ordena la emisión de la misma. |
| 5   | Ley General de Descentralización                   | Decreto 14-2002 del Congreso de la República de Guatemala. Regula el deber constitucional del Estado, y por ende del municipio, de promover y aplicar la descentralización y desconcentración económica y administrativa.                                |

El gobierno de los municipios de Guatemala está a cargo de un Concejo Municipal mientras que el código municipal —ley ordinaria que contiene disposiciones que se aplican a todos los municipios— establece que «el concejo municipal es el órgano colegiado superior de deliberación y de decisión de los asuntos municipales […] y tiene su sede en la circunscripción de la cabecera municipal». Por último, el artículo 33 del mencionado código establece que «[le] corresponde con exclusividad al concejo municipal el ejercicio del gobierno del municipio».
El concejo municipal se integra con el alcalde, los síndicos y concejales, electos directamente por sufragio universal y secreto para un período de cuatro años, pudiendo ser reelectos.
Existen también las Alcaldías Auxiliares, los Comités Comunitarios de Desarrollo (COCODE), el Comité Municipal del Desarrollo (COMUDE), las asociaciones culturales y las comisiones de trabajo. Los alcaldes auxiliares son elegidos por las comunidades de acuerdo a sus principios y tradiciones, y se reúnen con el alcalde municipal el primer domingo de cada mes, mientras que los Comités Comunitarios de Desarrollo y el Comité Municipal de Desarrollo organizan y facilitan la participación de las comunidades priorizando necesidades y problemas.

## Economía
La mayor parte de habitantes se dedican a los trabajos agrícolas, tales como el cultivo de maíz, papas y frijoles o habas.  Como industria digna de estímulo también la población se dedica a tejidos de lana. Los cultivos principales de la zona es el maíz, trigo y habas. Según el INE(2002), la población pertenece a la comunidad lingüística K’iche’ del pueblo Maya, el 87.82% son hablantes del idioma materno el cual es el K'iche'.

## Religión
La religiosidad católica destaca o es mayoritaria en la población; existen cofradías indígenas, iglesias evangélicas y practicantes de la religión maya, quienes realizan sus rituales en lugares sagrados de la localidad.

## Costumbres y tradiciones
La fiesta titular se ha celebrado del 2 al 4 de octubre, siendo el último día el principal, en que la Iglesia católica conmemora a San Francisco de Asís, patrono del pueblo. Otras celebraciones son: Semana Santa, las festividades patrias del 15 de septiembre, el día de todos los santos 1 de noviembre, y el día de los Santos el 2 de noviembre.
Las tradiciones se remontan a la época prehispánica y están relacionadas con el nacimiento de los niños, la pedida de mano de la novia, el casamiento, y las defunciones.  Esto incluye también sus comidas y bebidas entre las que destacan el cocido y el atol de suche.
El municipio cuenta con diferentes grupos folklóricos y culturales, como : Asociación Francísquense «4 de octubre», Comités «proferia del 15 al 17 de enero» y grupos de bailes culturales, que se encarga del Baile «Los Mexicanos».

### Traje típico
Los llamados «trajes típicos» de Guatemala, ya existía desde la llegada de los Españoles pero con las nuevas comunidades que se fueron creando se les impuso una nueva vestimenta, para poder identificarlas; de esta cuenta, los trajes tienen la usanza europea de tener blusa y falda, que son conocidos como güipil y corte, respectivamente.  Cada encomienda, reducción o doctrina tenía un atuendo diferente, para poder identificar a sus miembros. 
En San Francisco La Unión las mujeres utilizan un güipil de manta de color blanco, en el cuello y mangas como adorno, una cinta de color negro; el blanco significa la pureza de la mujer y el negro el luto por sus antepasados. Por otra parte, llevan un corte de color verde combinado con jaspes de color blanco y negro. El verde representa a la naturaleza que rodea al municipio el blanco el color de las nubes y el negro la oscuridad de la noche, usan una faja de color rojo que representa la sangre que derramaron sus antepasados. En el pelo lleva una cinta de colores que representa el color del arco iris; en los pies lleva un par de sandalias de cuero. En el hombro lleva un tapado con rayas color verde y morado con jaspes de color blanco y negro.
El traje de los varones hasta mediados del siglo XX era una camisa y pantalón blanco y una faja decolor rojo, en la cabeza lleva un sombrero y en los pies un par de sandalias de cuero, ahora se visten de diferentes formas desde pantalones de tela y lona, zapatos y botas, camisas y suéter, chumpa o saco, al no ser un pueblo originario, pero sí un pueblo fundado, su vestimenta es al estilo europeo moderno.
En su vestimenta no está grabada la cosmovisión maya. Como en otros municipios

### Lugares Sagrados
No cuenta con sitios arqueológicos, pero en 2009 se identificaron ocho lugares sagrados, ubicados en las comunidades de Chuistancia, Tzanjuyup, Palá, Paxán, Centro, Chuipuerta y Cerro Grande.  Los pobladores practican los ritos de las antiguas religiones prehispánicas, pidiendo por la vida, lluvia, siembra y cosecha.

### Lugares de Recreación
Las principales actividades recreativas para los niños y jóvenes son el fútbol, papi-fútbol y básquetbol; contando para ello con una cancha polideportiva en la cabecera municipal. Cuentan con canchas de fútbol en cuatro centros poblados del área rural. Existen canchas de básquetbol en todas las escuelas aunque los campeonatos de futbol se juegan en las campos de los tuices.